# Lista de crateras lunares
Este é um subconjunto de lista de crateras lunares. Quando uma cratera tem associadas crateras satélite, estas são detalhadas nas páginas das crateras principais.
| A B C D E F G H I J K L M N O P Q R S T U V W X Y Z |

## A
| Cratera       | Diâmetro | Epônimo                                                     | Observações |
| ------------- | -------- | ----------------------------------------------------------- | ----------- |
| Abbe          | 66 km    | Ernst Abbe (1840-1905)                                      |             |
| Abbot         | 10 km    | Charles Greeley Abbot (1872-1973)                           |             |
| Abel          | 122 km   | Niels Henrik Abel (1802-1829)                               |             |
| Abenezra      | 42 km    | Abraham ibn Ezra (1092-1167)                                |             |
| Abetti        | 1.5 km   | Antonio Abetti (1846-1928)                                  |             |
| Abetti        | 1.5 km   | Giorgio Abetti (1882-1982)                                  |             |
| Abul Wáfa     | 55 km    | Abul Wáfa (940-998)                                         |             |
| Abulfeda      | 65 km    | Ismael Abul-fida (1273-1331)                                |             |
| Acosta        | 13 km    | Cristobal Acosta (1515-1580)                                |             |
| Adams         | 66 km    | John Couch Adams (1819-1892)                                |             |
| Adams         | 66 km    | Charles Hitchcock Adams (1868-1951)                         |             |
| Adams         | 66 km    | Walter Sydney Adams (1876-1956)                             |             |
| Aepinus       | 17.5 km  | Franz Aepinus (1724 - 1802)                                 |             |
| Agatharchides | 48 km    | Agatharchides (desconhecido-cerca de 150 B.C.)              |             |
| Agripa        | 44 km    | Agripa (prosperou em 92 A.D.)                               |             |
| Airy          | 36 km    | George Biddell Airy (1801-1892)                             |             |
| Aitken        | 135 km   | Robert Aitken (1864-1951)                                   |             |
| Akis          | 2 km     | (Nome masculino grego)                                      |             |
| Alan          | 2 km     | (Nome masculino celta)                                      |             |
| Al-Bakri      | 12 km    | Albacri (1010-1094)                                         |             |
| Albategnius   | 114 km   | al-Batani (850-929)                                         |             |
| Al-Biruni     | 77 km    | al-Biruni (973-1048)                                        |             |
| Alden         | 104 km   | Harold Alden (1890-1964)                                    |             |
| Alder         | 77 km    | Kurt Alder (1902-1958)                                      |             |
| Aldrin        | 3 km     | Buzz Aldrin (1930-)                                         |             |
| Alekhin       | 70 km    | Nikolai Alekhin (1913-1964)                                 |             |
| Alexandre     | 81 km    | Alexandre, o Grande (356-323 BC)                            |             |
| Alfraganus    | 20 km    | Alfraganus (desconhecido-cerca de 840)                      |             |
| Alhazen       | 32 km    | Alhazen (987-1038)                                          |             |
| Aliacensis    | 79 km    | Pierre d'Ailly (1350-1420)                                  |             |
| Al-Khwarizmi  | 65 km    | al-Khwarizmi (desconhecido-cerca de 825)                    |             |
| Almanon       | 49 km    | Abdalla Al Mamun (786-833)                                  |             |
| Al-Marrakushi | 8 km     | Ibn_al-Banna_al-Marrakushi (prosperou cerca de 1281-2 A.D.) |             |
| Aloha         | 3 km     | (uma saudação havaina)                                      |             |
| Alpetragius   | 39 km    | Alpetrágio (desconhecido-cerca de 1100)                     |             |
| Alphonsus     | 108 km   | Alfonso X de Castilha (1223-1284)                           |             |
| Alter         | 64 km    | Dinsmore Alter (1888-1968)                                  |             |
| Ameghino      | 9 km     | Fiorino Ameghino (1854-1911)                                |             |
| Amici         | 54 km    | Giovanni Amici (1786-1863)                                  |             |
| Ammonius      | 8 km     | Amônio de Hérmias (desconhecido-cerca de 517)               |             |
| Amontons      | 2 km     | Guillaume Amontons (1663-1705)                              |             |
| Amundsen      | 101 km   | Roald Amundsen (1872-1928)                                  |             |
| Anaxágoras    | 50 km    | Anaxágoras (500-428 B.C.)                                   |             |
| Anaximandro   | 67 km    | Anaximander (cerca de 610-546 B.C.)                         |             |
| Anaxímenes    | 80 km    | Anaxímenes (585-528 B.C.)                                   |             |
| Anděl         | 35 km    | Karel Anděl (1884-1947)                                     |             |
| Anders        | 40 km    | William A. Anders (1933-)                                   |             |
| Anderson      | 109 km   | John August Anderson (1876-1959)                            |             |
| Andersson     | 13 km    | Leif Erland Andersson (1943-1979)                           |             |
| Andronov      | 16 km    | Aleksandr Aleksandrovich Andronov (1901-1952)               |             |
| Ango          | 1 km     | (Nome masculino africano)                                   |             |
| Ångström      | 9 km     | Anders Jonas Ångström (1814-1874)                           |             |
| Ann           | 3 km     | (Nome feminino hebraico)                                    |             |
| Annegrit      | 1 km     | (Nome feminino alemão)                                      |             |
| Ansgarius     | 94 km    | Saint Ansgar (801-864)                                      |             |
| Antoniadi     | 143 km   | Eugene Antoniadi (1870-1944)                                |             |
| Anuchin       | 57 km    | Dmitry Nikolayevich Anuchin (1843-1923)                     |             |
| Anville       | 10 km    | Jean-Baptiste Bourguignon d'Anville (1697-1782)             |             |
| Apianus       | 63 km    | Petrus Apianus (1495-1552)                                  |             |
| Apolo         | 537 km   | Apolo program                                               |             |
| Apolônio      | 53 km    | Apolônio de Pérgamo (3o século A.C.)                        |             |
| Appleton      | 63 km    | Edward Victor Appleton (1892-1965)                          |             |
| Arago         | 26 km    | François Arago (1786-1853)                                  |             |
| Aratus        | 10 km    | Arato (cerca de 315-245 B.C.)                               |             |
| Arquimedes    | 82 km    | Arquimedes (cerca de 287-212 B.C.)                          |             |
| Archytas      | 31 km    | Arquitas (cerca de 428-347 B.C.)                            |             |
| Argelander    | 34 km    | Friedrich Wilhelm August Argelander (1799-1875)             |             |
| Ariadaeus     | 11 km    | Filipe III Arrideu (desconhecido-317 B.C.)                  |             |
| Aristarco     | 40 km    | Aristarco de Samos (cerca de 310-230 B.C.)                  |             |
| Aristillus    | 55 km    | Aristilo (flourished cerca de 280 B.C.)                     |             |
| Aristóteles   | 87 km    | Aristóteles (384-322 B.C.)                                  |             |
| Armiński      | 26 km    | Franciszek Armiński (1789-1848)                             |             |
| Armstrong     | 4 km     | Neil Armstrong (1930-)                                      |             |
| Arnold        | 94 km    | Christoph Arnold (1650-1695)                                |             |
| Arrhenius     | 40 km    | Svante Arrhenius (1859-1927)                                |             |
| Artamonov     | 60 km    | Nikolay Artamonov (1906-1965)                               |             |
| Artem'ev      | 67 km    | Vladimir A. Artemyev (1885-1962)                            |             |
| Artemis       | 2 km     | deusa grega                                                 |             |
| Artsimovich   | 8 km     | Lev A. Artsimovich (1909-1973)                              |             |
| Aryabhata     | 22 km    | Aryabhata (476-cerca de 550)                                |             |
| Arzachel      | 96 km    | Arzachel (cerca de 1028-1087)                               |             |
| Asada         | 12 km    | Goryu Asada (1734-1799)                                     |             |
| Asclepi       | 42 km    | Giuseppe Asclepi (1706-1776)                                |             |
| Ashbrook      | 156 km   | Joseph Ashbrook (1918-1980)                                 |             |
| Aston         | 43 km    | Francis William Aston (1877-1945)                           |             |
| Atlas         | 87 km    | Atlas (mitologia)                                           |             |
| Atwood        | 29 km    | George Atwood (1745-1807)                                   |             |
| Autólico      | 39 km    | Autólico de Pitane (cerca de 360 B.C.-cerca de 290 B.C.)    |             |
| Auwers        | 20 km    | Arthur Auwers (1838-1915)                                   |             |
| Auzout        | 32 km    | Adrien Auzout (1622-1691)                                   |             |
| Avery         | 9 km     | Oswald Theodore Avery (1877-1955)                           |             |
| Avicenna      | 74 km    | Avicenna (980-1037)                                         |             |
| Avogadro      | 139 km   | Amedeo Avogadro (1776-1856)                                 |             |
| Azophi        | 47 km    | Abd Al-Rahman Al Sufi (903-986)                             |             |

## B
| Cratera       | Diâmetro | Epônimo                                               |
| ------------- | -------- | ----------------------------------------------------- |
| Baade         | 55 km    | Walter Baade (1893-1960)                              |
| Babakin       | 20 km    | Georgij N. Babakin (1914-1971)                        |
| Babbage       | 143 km   | Charles Babbage (1792-1871)                           |
| Babcock       | 99 km    | Harold D. Babcock (1882-1968)                         |
| Back          | 35 km    | Ernst Emil Alexander Back (1881-1959)                 |
| Backlund      | 75 km    | Oskar Backlund (1846-1916)                            |
| Baco          | 69 km    | Roger Bacon (cerca de 1214-cerca de 1294)             |
| Baillaud      | 89 km    | Benjamin Baillaud (1848-1934)                         |
| Bailly        | 287 km   | Jean Sylvain Bailly (1736-1793)                       |
| Baily         | 26 km    | Francis Baily (1774-1844)                             |
| Balandin      | 12 km    | Aleksei Aleksandrovich Balandin (1898-1967)           |
| Balboa        | 69 km    | Vasco Núñez de Balboa (1475-1519)                     |
| Baldet        | 55 km    | Fernand Baldet (1885-1964)                            |
| Ball          | 41 km    | William Ball (desconhecido-1690).                     |
| Balmer        | 138 km   | Johann Balmer (1825-1898)                             |
| Banachiewicz  | 92 km    | Tadeusz Banachiewicz (1882-1954)                      |
| Bancroft      | 13 km    | Wilder Dwight Bancroft (1867-1953)                    |
| Banting       | 5 km     | Frederick Banting (1891-1941)                         |
| Barbier       | 66 km    | Daniel Barbier (1907-1965)                            |
| Barkla        | 42 km    | Charles Glover Barkla (1877-1944)                     |
| Barnard       | 105 km   | Edward Emerson Barnard (1857-1923)                    |
| Barocius      | 82 km    | Francesco Barocius (prosperou em 1570)                |
| Barringer     | 68 km    | Daniel Barringer (1860-1929)                          |
| Barrow        | 92 km    | Isaac Barrow (1630-1677)                              |
| Bartels       | 55 km    | Julius Bartels (1899-1964)                            |
| Bawa          | 1 km     | (Nome masculino africano)                             |
| Bayer         | 47 km    | Johann Bayer (1572-1625)                              |
| Beals         | 48 km    | Carlyle Smith Beals (1899-1979)                       |
| Beaumont      | 53 km    | Léonce Élie de Beaumont (1798-1874)                   |
| Becquerel     | 65 km    | Henri Becquerel (1852-1908)                           |
| Bečvář        | 67 km    | Antonin Becvar (1901-1965)                            |
| Beer          | 9 km     | Wilhelm Beer (1797-1850)                              |
| Behaim        | 55 km    | Martin Behaim (1459-1507)                             |
| Beijerinck    | 70 km    | Martinus Willem Beijerinck (1851-1931)                |
| Beketov       | 8 km     | Nikolay Nikolayevich Beketov (1827-1911)              |
| Béla          | 11 km    | (Nome feminino eslavo)                                |
| Bel'kovich    | 214 km   | Igor Vladimirovich Bel'kovich (1904-1949)             |
| Bell          | 86 km    | Alexander Graham Bell (1847-1922)                     |
| Bellinsgauzen | 63 km    | Fabian Gottlieb von Bellingshausen (1778-1852)        |
| Bellot        | 17 km    | Joseph René Bellot (1826-1853)                        |
| Belopol'skiy  | 59 km    | Aristarkh Belopolsky (1854-1934)                      |
| Belyaev       | 54 km    | Pavel Ivanovich Belyaev (1925-1970)                   |
| Benedict      | 14 km    | Francis Gano Benedict (1870-1957)                     |
| Bergman       | 21 km    | Torbern Olof Bergman (1735-1784)                      |
| Bergstrand    | 43 km    | Carl Östen Emanuel Bergstrand (1873-1948)             |
| Berkner       | 86 km    | Lloyd Viel Berkner (1905-1967)                        |
| Berlage       | 92 km    | Hendrik Petrus Berlage (1896-1968)                    |
| Bernoulli     | 47 km    | Jacques Bernoulli (1654-1705)                         |
| Bernoulli     | 47 km    | Jean Bernoulli (1667-1748)                            |
| Berosus       | 74 km    | Berosus the Chaldean (desconhecido-cerca de 250 B.C.) |
| Berzelius     | 50 km    | Jöns Jakob Berzelius (1779-1848)                      |
| Bessarion     | 10 km    | Johannes Bessarion (cerca de 1369-1472)               |
| Bessel        | 15 km    | Friedrich Wilhelm Bessel (1784-1846)                  |
| Bettinus      | 71 km    | Mario Bettinus (1582-1657)                            |
| Bhabha        | 64 km    | Homi Jehangir Bhabha (1909-1966)                      |
| Bianchini     | 38 km    | Francesco Bianchini (1662-1729)                       |
| Biela         | 76 km    | Wilhelm von Biela (1782-1856)                         |
| Bilharz       | 43 km    | Theodore Maximilian Bilharz (1825-1862)               |
| Billy         | 45 km    | Jacques de Billy (1602-1679)                          |
| Bingham       | 33 km    | Hiram Bingham III (1875-1956)                         |
| Biot          | 12 km    | Jean-Baptiste Biot (1774-1862)                        |
| Birkeland     | 82 km    | Olaf Kristian Birkeland (1867-1917)                   |
| Birkhoff      | 345 km   | George D. Birkhoff (1884-1944)                        |
| Birmingham    | 92 km    | John Birmingham (1816-1884)                           |
| Birt          | 16 km    | William Radcliffe Birt (1804-1881)                    |
| Bjerknes      | 48 km    | Vilhelm Frimann Koren Bjerknes (1862-1951)            |
| Black         | 18 km    | Joseph Black (1728-1799)                              |
| Blackett      | 141 km   | Patrick Maynard Stuart Blackett (1897-1974)           |
| Blagg         | 5 km     | Mary Adela Blagg (1858-1944)                          |
| Blancanus     | 117 km   | Giuseppe Biancani (1566-1624)                         |
| Blanchard     | 40 km    | Jean-Pierre Blanchard (1753-1809)                     |
| Blanchinus    | 61 km    | Giovanni Bianchini (prosperou em 1458)                |
| Blazhko       | 54 km    | Sergei Nikolaevich Blazhko (1870-1956)                |
| Bliss         | 20 km    | Nathaniel Bliss (1700-1764)                           |
| Bobillier     | 6 km     | Étienne Bobillier (1798-1840)                         |
| Bobone        | 31 km    | Jorge Bobone (1901-1958)                              |
| Bode          | 18 km    | Johann Elert Bode (1747-1826)                         |
| Boethius      | 10 km    | Boethius (c. 480-524)                                 |
| Boguslawsky   | 97 km    | Palm Heinrich Ludwig von Boguslawski (1789-1851)      |
| Bohnenberger  | 33 km    | Johann Gottlob Friedrich von Bohnenberger (1765-1831) |
| Bohr          | 71 km    | Niels H. D. Bohr (1885-1962)                          |
| Bok           | 45 km    | Priscilla Fairfield Bok (1896-1975)                   |
| Bok           | 45 km    | Bart J. Bok (1906-1983)                               |
| Boltzmann     | 76 km    | Ludwig E. Boltzmann (1844-1906)                       |
| Bolyai        | 135 km   | Janos Bolyai (1802-1860)                              |
| Bombelli      | 10 km    | Raphael Bombelli (1526-1572)                          |
| Bondarenko    | 30 km    | Valentin V. Bondarenko (1937-1961)                    |
| Bonpland      | 60 km    | Aimé Bonpland (1773-1858)                             |
| Boole         | 63 km    | George Boole (1815-1864)                              |
| Borda         | 44 km    | Jean Charles Borda (1733-1799)                        |
| Borel         | 4 km     | Félix Édouard Émile Borel (1871-1956)                 |
| Boris         | 10 km    | (Nome masculino russo)                                |
| Borman        | 50 km    | Frank Borman (1928-)                                  |
| Born          | 14 km    | Max Born (1882-1970)                                  |
| Bosch         | 18.6 km  | Carl Bosch (1874 - 1940)                              |
| Boscovich     | 46 km    | Ruggiero Giuseppe Boscovich (1711-1787)               |
| Bose          | 91 km    | Jagadish Chandra Bose (1858-1937)                     |
| Boss          | 47 km    | Lewis Boss (1846-1912)                                |
| Bouguer       | 22 km    | Pierre Bouguer (1698-1758)                            |
| Boussingault  | 142 km   | Jean Baptiste Boussingault (1802-1887)                |
| Bowditch      | 40 km    | Nathaniel Bowditch (1773-1848)                        |
| Bowen         | 8 km     | Ira Sprague Bowen (1898-1973)                         |
| Boyle         | 57 km    | Robert Boyle (1627-1691)                              |
| Brackett      | 8 km     | Frederick Sumner Brackett (1896-1988)                 |
| Bragg         | 84 km    | Sir William Henry Bragg (1862-1942)                   |
| Brashear      | 55 km    | Dr. John Alfred Brashear (1840-1920)                  |
| Braude        | 10.5 km  | Semion Braude (1911-2003)                             |
| Brayley       | 14 km    | Edward William Brayley (1801-1870)                    |
| Bredikhin     | 59 km    | Fedor Aleksandrovich Bredikhin (1831-1904)            |
| Breislak      | 49 km    | Scipione Breislak (1748-1826)                         |
| Brenner       | 97 km    | Leo Brenner (1855-1928)                               |
| Brewster      | 10 km    | David Brewster (1781-1868)                            |
| Brianchon     | 134 km   | Charles Julien Brianchon (1783-1864)                  |
| Bridgman      | 80 km    | Percy Williams Bridgman (1882-1961)                   |
| Briggs        | 37 km    | Henry Briggs (1561-1630)                              |
| Brisbane      | 44 km    | Sir Thomas Brisbane (1770-1860)                       |
| Bronk         | 64 km    | Detlev Wulf Bronk (1897-1975)                         |
| Brouwer       | 158 km   | Dirk Brouwer (1902-1966)                              |
| Brouwer       | 158 km   | Luitzen Egbertus Jan Brouwer (1881-1968)              |
| Brown         | 34 km    | Ernest William Brown (1866-1938)                      |
| Bruce         | 6 km     | Catherine Wolfe Bruce (1816-1900)                     |
| Brunner       | 53 km    | William Otto Brunner (1878-1958)                      |
| Buch          | 53 km    | Christian Leopold von Buch (1774-1853)                |
| Buffon        | 106 km   | Georges-Louis Leclerc, Comte de Buffon (1707-1788)    |
| Buisson       | 56 km    | Henri Buisson (1873-1944)                             |
| Bullialdus    | 60 km    | Ismael Bullialdus (1605-1694)                         |
| Bunsen        | 52 km    | Robert Bunsen (1811-1899)                             |
| Burckhardt    | 56 km    | Johann Karl Burckhardt (1773-1825)                    |
| Bürg          | 39 km    | Johann Tobias Bürg (1766-1834)                        |
| Burnham       | 24 km    | Sherburne Wesley Burnham (1838-1921)                  |
| Büsching      | 52 km    | Anton Friedrich Büsching (1724-1793)                  |
| Butlerov      | 40 km    | Aleksandr M. Butlerov (1828-1886)                     |
| Buys-Ballot   | 55 km    | Christoph Buys-Ballot (1817-1890)                     |
| Byrd          | 93 km    | Richard E. Byrd (1888-1957)                           |
| Byrgius       | 87 km    | Joost Bürgi (1552-1632)                               |

## G
| Cratera | Diâmetro | Epônimo                     | Observações |
| ------- | -------- | --------------------------- | ----------- |
| gusatvo | 69 km    | Gustavo Inácio (2002-atual) |             |